# Scancommander

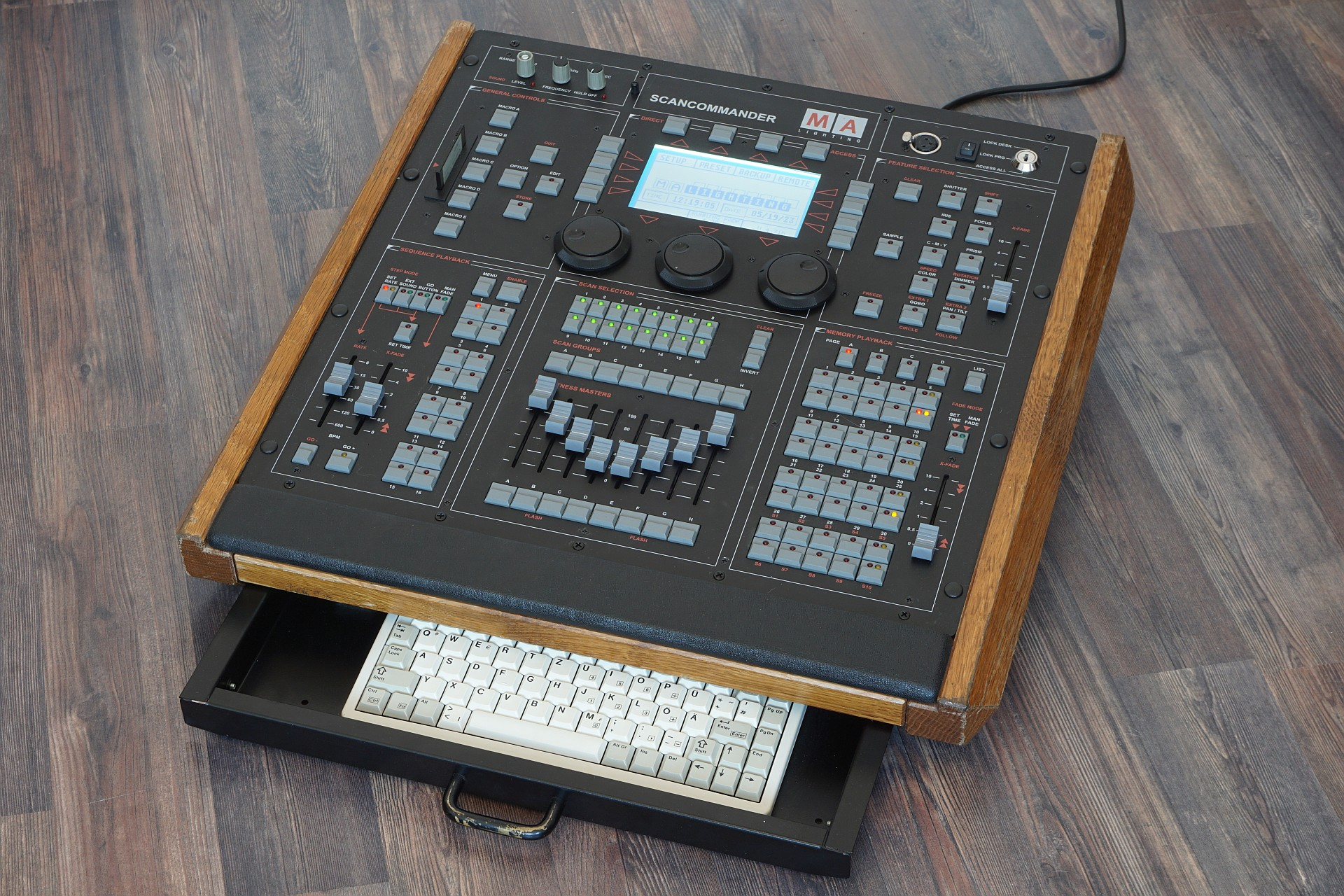
Scancommander

Der Scancommander von MA-Lighting ist ein Lichtpult für bis zu 16 Movinglights. Da zusätzlich auch noch bis zu 96 einzelne Dimmerkanäle angesteuert werden können, zählt das Pult zu den Hybridkonsolen. Der Scancommander wurde 1992 auf der Frankfurter Musikmesse vorgestellt und etablierte sich in den folgenden Jahren als de-facto Standard für kleine Produktionen und Clubs. Mit der Einführung des heute geläufigen Prinzips der Preset-Programmierung und der Möglichkeit, ein bestehendes Bühnenbild mit wenig Aufwand auf eine andere Bühnengröße zu adaptieren, wurde der Grundstein für die moderne Movinglightprogrammierung gelegt. 2009 wurde die Produktion eingestellt.

## Technik
Das Lichtpult basiert auf einem vierlagigem Motherboard mit einer Motorola 68EC020 32-Bit CPU und einer MC68881 FPU. Die Firmware ist in einem 256KB großen EPROM gespeichert, Firmwareupdates konnte man bis zum Produktionsende beim Hersteller kostenlos beziehen. Es können maximal 480 DMX-Kanäle über eine 5-polige XLR Buchse ausgegeben werden (16 Movinglights mit je bis zu 24 Kanälen + 96 Dimmerkanäle). Die zu steuernden Geräte können frei im verfügbaren DMX-Universum angelegt (gepatcht) werden.
Das Gehäuse besteht aus gekantetem Stahlblech und hat eine Pultform mit einer Bedienfläche im 19"-Rackformat mit 11 Höheneinheiten aus Aluminium. Ein monochromes hintergrundbeleuchtetes LC-Display, Typ Toshiba TLX-1741 mit einer Auflösung von 240 × 128 Bildpunkten, drei Encoder, 12 60mm-Fader und eine große Anzahl von Tastern bilden die Bedieneinheit. In einer Schublade ist eine kleine Tastatur von Typ Cherry G84 für Texteingaben eingebaut. Als Speichermedium für Showdaten werden scheckkartengroße SRAM-Karten mit einer integrierten Stützbatterie vom Typ Fujisoku bzw. ITT-Cannon mit einer Speicherkapazität von 128 KB und 256 KB verwendet. Es gibt ein externes Lesegerät mit RS232-Schnittstelle für die Karten um die Daten auf einem PC zu sichern.
Die Konsole hat Anschlüsse für DMX-in und out, MIDI-Buchsen, ein externes Tonsignal zur Taktung von Sequenzen, einen Anschluss für Timecode und eine Buchse auf der Oberseite für eine Pultleuchte, deren Helligkeit über die Einstellungen geregelt werden kann. Das 19"-Gehäuse kann mit einem Holzrahmen mit Handballenauflage ausgestattet werden (siehe Foto).

## Versionen
Es gibt 2 Versionen des Scancommanders. Die erste Serie mit den Seriennummern bis #10000 haben Encoder mit optischer Abtastung und mechanisch aufwendige, in die Frontplatte geschraubte Fader. Weil die Encoder und Fader nicht mehr lieferbar waren, musste die Platine der Bedieneinheit neu designt werden. Ab Seriennummer #10001 werden einfachere Encoder verwendet, die Fader sind nun direkt auf die Platine gelötet. Funktional gibt es keine Unterschiede. Für die alte Scancommanderbaureihe gibt es Encoder und Faderrevisionskits. Die Frontplatte ist mit 3 verschiedenen Firmenlogos erschienen.

## Erweiterungen

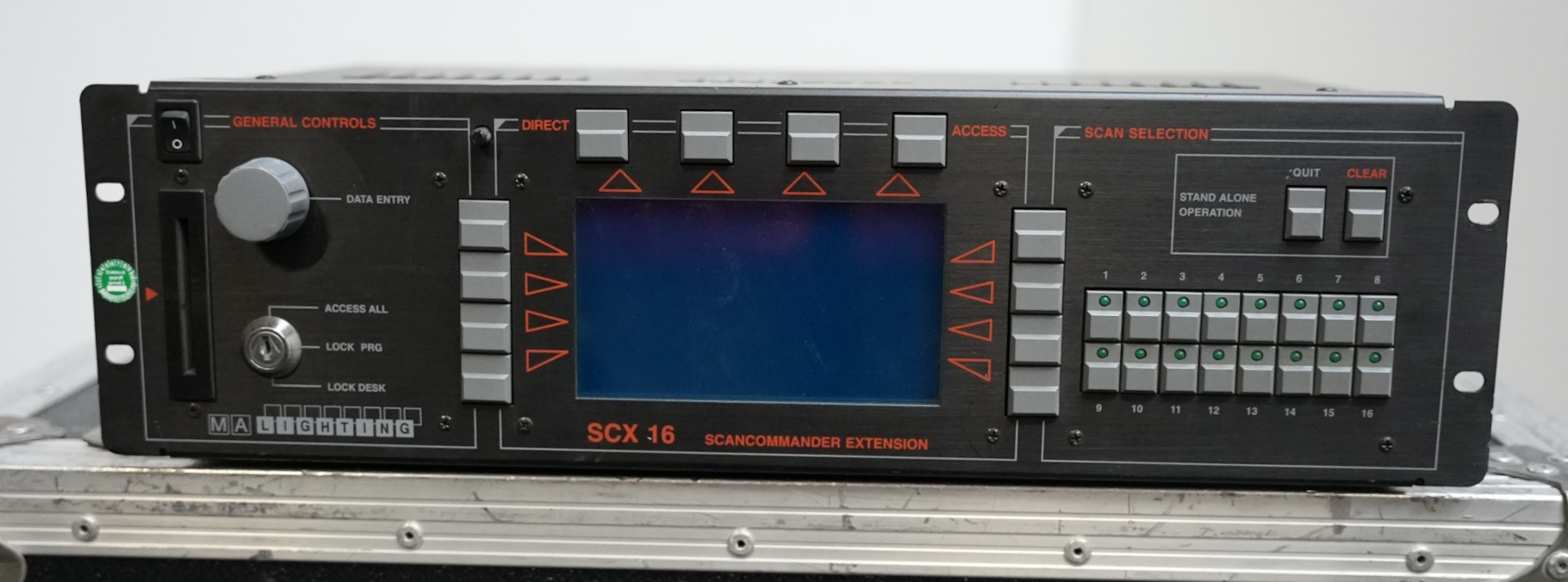
Scancommander-Extension

Um die Beschränkung auf 16 anzusteuernde Geräte zu erweitern wurde die Scancommander-Extension SCX-16 herausgebracht. Das ist im Prinzip ein kompletter Scancommander im 3HE-19"-Gehäuse ohne Fader und Programmiertasten. Die Kombination aus Scancommander und Extension kann 32 Movinglights ansteuern. Es ist auch möglich mehrere Scancommander und Extensions zu koppeln.

## Bedienung
Die strukturierte Anordnung der Bedienelemente in Gruppen zur Programmierung, Sequenzssteuerung, Wiedergabe von Lichtstimmungen und Softkeys um das Display herum ermöglichen einen schnellen Zugriff auf alle Funktionen des Pultes. Wiederkehrende Abläufe können als sog. „Macros“ gespeichert werden. Die Bootzeit beträgt unter 2 Sekunden. Ein Schlüsselschalter ermöglicht das Sperren des Gerätes gegen unbeabsichtigtes Bedienen, zudem kann für Bewegungsfahrten ein Trackball vom Typ Atari angeschlossen werden.

## Verbreitung
War der Scancommander aufgrund des Preises zunächst dem Profilager vorbehalten sorgten der Preisverfall und der Gebrauchtmarkt dafür dass noch heute (Stand 2023) viele Scancommander in Betrieb sind. Die derzeitigen (2022) Gebrauchtpreise bewegen sich je nach Zustand & Alter zwischen 300 und 600 EUR.